# Fibernetudbyder
En fiberudbyder udbyder fibernet som en service eller nedgravning af lyslederkabler. De leverer f.eks. sorte fibre til foreninger og boliger.
En fibernetudbyder kan f.eks. også udbyde internet (ISP) og bredbåndsfjernsyn).
I Danmark er der bl.a. disse fibernetudbydere:
- Nianet
- Sagitta (broadcom)
- Seas-nve
- østkraft
- Global Connect